# Retirada das tropas dos Estados Unidos do Iraque (2007–2011)
A retirada das tropas dos Estados Unidos do Iraque começou em dezembro de 2007 com o fim do envio sazonal de tropas militares naquele ano e foi concluída em sua maioria em dezembro de 2011, pondo fim à Guerra do Iraque. O número de forças militares estadunidenses no Iraque atingiu o pico de 170.300 em novembro de 2007.
A retirada das forças militares estadunidenses do Iraque foi uma questão controversa nos Estados Unidos durante grande parte da década de 2000. À medida que a guerra avançava de sua fase inicial de invasão em 2003 para uma ocupação de quase uma década, a opinião pública no país passou a favorecer a retirada das tropas; em maio de 2007, 55% dos estadunidenses acreditavam que a Guerra do Iraque foi um erro e 51% dos eleitores registrados eram a favor da retirada das tropas.  No final de abril de 2007, o Congresso aprovou um projeto de lei de gastos suplementares para o Iraque que definia um prazo para a retirada das tropas, mas o presidente George W. Bush vetou esse projeto de lei, citando suas preocupações sobre o estabelecimento de um prazo de retirada.  O governo Bush posteriormente buscou um acordo com o governo iraquiano e, em 2008, George W. Bush assinou o Acordo de Estatuto de Forças entre Estados Unidos e Iraque. Este, incluía um prazo final de 31 de dezembro de 2011, antes do qual "todas as Forças dos Estados Unidos se retirarão de todo o território iraquiano".  As últimas tropas estadunidenses deixaram o Iraque em 18 de dezembro de 2011, em conformidade com este acordo. 
Em 2014, o avanço do Estado Islâmico do Iraque e do Levante da Síria para as províncias ocidentais do Iraque motivariam os Estados Unidos a intervir novamente, juntamente com outras forças armadas, para combater o Estado Islâmico. Em janeiro de 2019, o Mike Pompeo estimou o número de tropas estadunidenses no Iraque em aproximadamente 5.000.  No início de 2020, o parlamento iraquiano votou pela retirada de todas as tropas restantes e o primeiro-ministro iraquiano disse aos Estados Unidos para começar a trabalhar na retirada das tropas. 

## Formulação dos planos de retirada

### Retiradas sob a presidência de George W. Bush
Em 13 de setembro de 2007, o presidente Bush anunciou que as 168.000 tropas no Iraque na época seriam reduzidas em 5.700 até o Natal e que tropas adicionais seriam retiradas, reduzindo o nível total de tropas estadunidenses de 20 para 15 brigadas de combate até julho de 2008. Em no final de 2008, as tropas no Iraque foram reduzidas a 146.000.

### Acordo de Estatuto de Forças entre Estados Unidos e Iraque de 2008
Em 2008, os governos estadunidense e iraquiano assinaram o Acordo de Estatuto de Forças entre Estados Unidos e Iraque que incluía uma data específica, 30 de junho de 2009, pela qual as forças estadunidenses deveriam se retirar das cidades iraquianas, e uma data de retirada completa do território iraquiano até 31 de dezembro de 2011.  Em 14 de dezembro de 2008, o então presidente George W. Bush assinou o acordo de segurança com o Iraque. Em sua quarta e última viagem ao Iraque, o presidente Bush apareceu em uma entrevista coletiva televisionada com o primeiro-ministro do Iraque, Nouri al-Maliki, para celebrar o acordo e saudou os ganhos de segurança no Iraque, dizendo que há apenas dois anos "tal acordo parecia impossível". 

### Discurso do presidente Obama em 27 de fevereiro de 2009
Em 27 de fevereiro de 2009, na Base do Corpo de Fuzileiros Navais em Camp Lejeune, na Carolina do Norte, o presidente Barack Obama anunciou sua revisão da data original de retirada das tropas de combate do Iraque. A revisão estenderia a data original de 30 de junho de 2009 por mais 10 meses, até 31 de agosto de 2010. O presidente Obama reafirmou o compromisso com a data de retirada completa original de 31 de dezembro de 2011, estabelecida pelo acordo entre o governo Bush e o governo iraquiano. O presidente Obama definiu a tarefa da força de transição como "treinar, equipar e aconselhar as Forças de Segurança do Iraque, desde que não sejam sectárias; conduzindo missões antiterrorismo específicas; e protegendo nossos esforços civis e militares em andamento no Iraque". 

## Retirada

### Retirada parcial de agosto de 2010
Em 19 de agosto de 2010, a 4.ª Brigada Stryker, 2.ª Divisão de Infantaria foi a última brigada de combate a se retirar do Iraque.
Em um discurso no Salão Oval em 31 de agosto de 2010, Obama declarou: "a missão de combate americana no Iraque terminou. A Operação Iraqi Freedom acabou, e o povo iraquiano agora tem a responsabilidade pela segurança de seu país." 
Cerca de 50.000 soldados estadunidenses permaneceram no país com funções consultivas como parte da "Operação New Dawn", que durou até o final de 2011. Os militares estadunidenses continuaram a treinar e assessorar as Forças Iraquianas. 

### Retirada total em 2011
Com o colapso das discussões sobre a extensão da permanência das tropas dos Estados Unidos,  o presidente Obama anunciou a retirada total das tropas do Iraque, conforme programado anteriormente, em 21 de outubro de 2011.  Os Estados Unidos mantiveram uma embaixada em Bagdá  com cerca de 17.000 funcionários,  consulados em Basra, Mosul e Kirkuk, aos quais foram alocados mais de 1.000 funcionários cada,  e entre 4.000 e 5.000 contratados de defesa.  O presidente Obama e al-Maliki delinearam uma ampla agenda para a cooperação pós-guerra sem tropas estadunidenses no Iraque durante uma coletiva de imprensa conjunta em 12 de dezembro de 2011 na Casa Branca. Essa agenda incluiu cooperação em energia, comércio e educação, bem como cooperação em segurança, combate ao terrorismo, desenvolvimento econômico e fortalecimento das instituições do Iraque. Ambos os líderes disseram que seus países manteriam fortes laços de segurança, diplomáticos e econômicos após a retirada das últimas forças de combate dos Estados Unidos. 
O presidente Barack Obama prestou homenagem às tropas que serviram no Iraque em 14 de dezembro de 2011, na base militar de Fort Bragg, na Carolina do Norte. Enquanto a última das tropas estadunidenses se preparava para sair do Iraque, ele disse que os Estados Unidos estavam deixando para trás um Iraque "soberano, estável e autossuficiente".  Em 15 de dezembro, uma cerimônia militar foi realizada em Bagdá, pondo fim formal à missão dos Estados Unidos no Iraque. Os últimos 500 soldados deixaram o Iraque na manhã de 18 de dezembro de 2011.  No momento da retirada, os Estados Unidos tinham um soldado remanescente, o sargento Ahmed K. Altaie, ainda desaparecido no Iraque desde 23 de outubro de 2006, e ofereciam uma recompensa de $ 50.000 por sua recuperação.  Em 26 de fevereiro de 2012, sua morte foi confirmada. 